# 八草町
八草町（やくさちょう）は、愛知県豊田市の町名。22の小字が存在する。

## 地理
豊田市北西部に位置し、東は広幡町、西は長久手市茨ケ廻間・岩作三ケ峯、南は大畑町、北は瀬戸市上之山町・広久手町、北西は瀬戸市南山口町に接する。

### 河川
- 伊保川

### 池沼
- 上小江戸池
- 椀貸池

### 小字
- 秋合（あきあい）
- 荒山（あらやま）
- 石坂（いしさか）
- 一之坪（いちのつぼ）
- 大田（おおだ）
- 釜ノ前（かまのまえ）
- 上小江戸（かみこえど）
- 上天白（かみてんぱく）
- 小江戸（こえど）
- 三本木（さんぼんぎ）
- 立田（たてだ）
- 力石（ちからいし）
- 丁田（ちょうでん）
- 天白（てんぱく）
- 中切（なかぎり）
- 松崎（まつざき）
- 向田（むかいだ）
- 森下（もりした）
- 八千草（やちぐさ）
- 山脇（やまわき）
- 来姓（らいじょ）
- 割田（わりた）

## 世帯数と人口
2022年（令和4年）12月1日現在の世帯数と人口は以下の通りである。
| 町丁   | 世帯数  | 人口  |
| ------ | ------- | ----- |
| 八草町 | 319世帯 | 742人 |

## 学区
市立小・中学校に通う場合、学区は以下の通りとなる。
| 番・番地等 | 小学校             | 中学校             | 高等学校普通科 |
| ---------- | ------------------ | ------------------ | -------------- |
| 全域       | 豊田市立大畑小学校 | 豊田市立保見中学校 | 三河学区       |

## 歴史
加茂郡（西加茂郡）八草村を前身とする。

### 沿革
- 1889年（明治22年）10月1日 - 町村制施行・合併に伴い、西加茂郡橋見村大字八草となる[6]。
- 1906年（明治39年）7月1日 - 合併に伴い、保見村大字八草となる[6]。
- 1955年（昭和30年）3月1日 - 猿投町へ編入し、同町大字八草となる[6]。
- 1967年（昭和42年）4月1日 - 豊田市へ編入し、同市大字八草となる[6]。
- 1970年（昭和45年）3月1日 - 八草町に改称[6][7]。

### 史跡
- 八草城跡
- 松崎古墳
- 来姓1～11号墳

## 施設
- 愛知工業大学 八草キャンパス
- 知の拠点あいち（瀬戸市南山口町にまたがる）
  - あいち産業科学技術総合センター
- 豊田八草簡易郵便局
- JAあいち豊田 八草支店
- 覚勝寺
- 徳翁院
- 八柱神社

- 知の拠点あいち

## 交通

### 鉄道
- 愛知環状鉄道・愛知環状鉄道線 八草駅

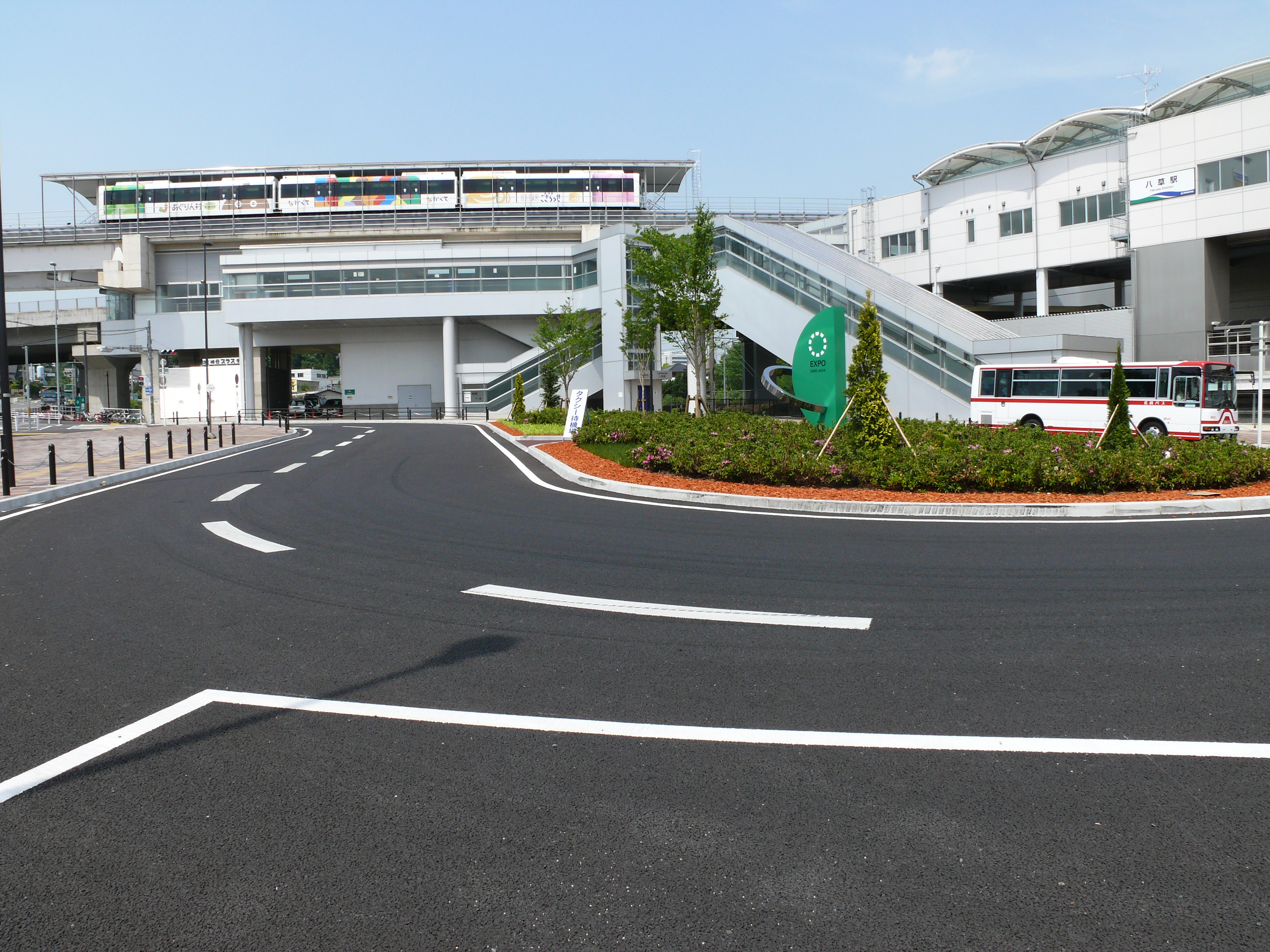
八草駅

- 愛知高速交通東部丘陵線（リニモ）陶磁資料館南駅・八草駅

### 道路
- 国道155号・国道248号（重複区間）
- 愛知県道6号力石名古屋線
  - 猿投グリーンロード 八草本線料金所・八草東IC・八草IC
- 愛知県道523号広久手八草線

## その他

### 日本郵便
- 郵便番号 : 470-0356[2]（集配局：豊田北郵便局[8]）。